# شوكو موراس
شوكو موراس (باليابانية: 村瀬 修功) (ولد في 31 مايو 1964) هو مخرج ومحرك أنمي ياباني وعضو في سنرايز، اشتهر بالمساهمة في تصميمات الشخصيات والرسوم المتحركة الرئيسية في أجنحة كاندام وارجينتو سوما. في عام 2000، ساهم بتصميمات الشخصيات الرئيسية في فاينل فانتازي 9. أول أعماله في الإخراج كان ويتش هنتر روبن في العام 2002.

## وصلات خارجية
- شوكو موراس على موقع IMDb (الإنجليزية)
- شوكو موراس على موقع ألو سيني (الفرنسية)
- شوكو موراس على موقع أول موفي (الإنجليزية)
- شوكو موراس على موقع قاعدة بيانات الأفلام السويدية (السويدية)
- شوكو موراس على موقع قاعدة بيانات الفيلم (الإنجليزية)
- شوكو موراس على موقع كينوبويسك (الروسية)
- شوكو موراس على موقع ANN person (الإنجليزية)